# Potsdam Medienstadt Babelsberg
Potsdam Medienstadt Babelsberg – stacja kolejowa w Poczdamie, w kraju związkowym Brandenburgia, w Niemczech. Znajdują się tu 2 perony. Medienstadt Babelsberg to miasteczko mediów, dawniej filmowe, Babelsberg.